# Siska: Der neue Mann
Der neue Mann ist die Pilotfolge der ZDF-Krimiserie Siska und wurde am 30. Oktober 1998 erstausgestrahlt. Die Hauptrollen waren mit Peter Kremer als Kriminalhauptkommissar Peter Siska, Werner Schnitzer als Kriminalhauptkommissar Jacob Hahne und Matthias Freihof als Kriminaloberkommissar Lorenz Wiegand.

## Handlung
Peter Siska, Kriminalhauptkommissar aus Mülheim an der Ruhr, sitzt auf dem Beifahrersitz seines Wagens auf dem Parkplatz der Mülheimer Polizeiwache, als seine schwangere Ehefrau durch den voreiligen Einsatz eines übereifrigen Beamten während einer Geiselnahme zu Tode kommt. Daraufhin lässt er sich nach München versetzen und übernimmt die Leitung einer Mordkommission.
In seinem ersten Fall hat Siska es mit einer Bande von Autodieben zu tun, welche ihre Opfer auf Rastplatztoiletten mit Chloroform betäuben und sodann ihre Fahrzeuge entwenden. Als die jungen Leute auf der Bundesautobahn 8 zwischen München und Salzburg einen Niederländer um sein Auto erleichtern wollen, werden sie bemerkt und verfolgt. Sie locken den Verfolger in einen Steinbruch, wo ihr Auftraggeber Weiding und dessen Handlanger Rotter warten und ihn hinrichten.
Der Mord hinterlässt bei den jüngeren Leuten, denen es lediglich um den Besitz der schnellen Autos ging, sichtliche Spuren, die sich Siska in der Folge zu Nutze macht. So wird insbesondere Urias Sutter recht schnell als Tatverdächtiger ausgemacht. Unterstützt wird Siska von seinen beiden neuen Kollegen Hauptkommissar Jacob Hahne und Oberkommissar Lorenz Wiegand, die ihrem neuen Chef aufgrund seiner anfänglichen Verschlossenheit und eigenwilligen Ermittlungsmethoden zunächst skeptisch gegenüberstehen. Es gelingt ihnen, innerhalb der Bande Misstrauen zu säen und das Schweigen nach und nach zu brechen. Sutter wird nach dem ersten Verhör durch den Bandenchef krankenhausreif zusammenschlagen lassen, vertraut sich Siska daraufhin an und begeht dann Selbstmord. Hierdurch veranlasst kooperieren nun auch Melitta und Benny Daum, zwei ebenfalls Beteiligte, mit der Polizei. In einem Showdown an der Kiesgrube gelingen den Ermittlern die Festnahme von Rotter und Weiding und die Entdeckung der Leiche des Niederländers.
Die Folge endet, indem Siska seine beiden Kollegen zum Kaffee im Büro einlädt, nicht, ohne das Kaffeekochen zur Chefsache zu erklären.

## Hintergrund
Siskas melancholische Art durch den Tod seiner Frau zieht sich durch die ganze Serie. Sie wird insbesondere in der ICE-Szene zwischen Mülheim und München offenbar. Siska wird in mehreren Situationen unmittelbar an den Tod seiner Frau erinnert, so als Rotter ihn zum Schluss mit der Waffe im Fahrzeug bedroht, und als die Leiche des Niederländers, der ebenfalls mit einem Kopfschuss in seinem Auto ermordet wurde, entdeckt wird.